# Francisco Gabriel de Anda
Francisco Gabriel de Anda (5 de juny de 1971) és un exfutbolista mexicà.

## Selecció de Mèxic
Va formar part de l'equip mexicà a la Copa del Món de 2002.